# Batalha de Rei (651)
A Batalha de Rei ou Rai foi travada entre o Império Sassânida e o Califado Ortodoxo em 651. Também fazia parte da rivalidade entre a Casa de Ispabudã e a Casa de Mirranes.

## Antecedentes
Em 642/3, os árabes muçulmanos conquistaram a Média e continuaram a penetrar no planalto iraniano. Em 651, Farruquezade, o aspabedes do Coração, e ministro de Isdigerdes III (r. 632–653), se amotinou e partiu para o Tabaristão. A caminho de lá, encontrou o general árabe Anumane ibne Mucrim perto de Gasvim e fez as pazes com ele. Então concordou em ajudar os árabes contra seu rival Siauascis que havia assassinado seu pai em 631.

## Batalha
O exército combinado Ispabudã-árabe se envolveu numa batalha noturna contra o exército de Siauascis no sopé da montanha nos arredores de Rei. Farruquezade liderou parte da cavalaria de Anumane por uma rota pouco conhecida à cidade, de onde saíram para atacar a retaguarda dos defensores, causando grande matança. Para dar o exemplo, Anumane ordenou a destruição da Cidade Velha, que os árabes chamavam de "Alatica" (talvez o bairro aristocrático). No entanto, a cidade foi mais tarde reconstruída por Farruquezade, que se tornou o governante local.